# The Elusive Samurai
The Elusive Samurai (яп. 逃げ上手の若君, Nige Jōzu no Wakagimi, укр. Невловимий самурай) — японська історична серія манґи, написана та проілюстрована Юсеєм Мацуї. Серіал виходить у журналі Weekly Shonen Jump видавництва Shueisha з січня 2021 року, а станом на вересень 2024 року його глави були зібрані у 17 томів. Прем'єра аніме-адаптації виробництва CloverWorks відбулася у липні 2024 року. Анонсовано другий сезон.
У 2024 році серіал отримав 69-ту премію Shogakukan Manga.

## Сюжет
Дія розгортається між періодами Камакура та Муроматі, під час Реставрації Кенму, історія про Ходзьо Токіюкі, хлопчика, який тікає після того, як його сім'ю повалив Асікаґа Такаудзі. З його єдиними союзниками — сумнівним священиком-пророком і його послідовниками, молодий лорд повинен помститися та повернути собі славу за допомогою своєї єдиної зброї: надлюдської здатності тікати й ховатися.

## Персонажі
Ходзьо Токіюкі (яп. 北条 時行)
Спадкоємець регентства Ходзьо до його знищення Асікаґа Такаудзі. Після падіння сьоґунату він знайшов притулок у Йорісіґе, де його навчали бойових мистецтв та академічних наук, одночасно виношуючи плани повалення клану Асікаґа та відновлення клану Ходзьо. Він володіє надлюдськими здібностями тікати, ховатися та ухилятися від ворожих атак.
Сува Йорісіґе (яп. 諏訪 頼重)
Сумнівний священик з Суви, який стверджує, що може бачити майбутнє. Він є вірним послідовником клану Ходзьо і пророкує, що Токіюкі стане героєм. Виявляється, що він має дух Сува Мьодзіна всередині себе, що робить його богом.

## Медіа

### Манґа
Написаний та проілюстрований Юсеєм Мацуї, The Elusive Samurai почав публікацію у журналі Weekly Shonen Jump видавництва Shueisha 25 січня 2021 року. Перший том вийшов 2 липня 2021 року. Станом на вересень 2024 року вийшло 17 томів.

#### Список томів
| №  | Дата виходу      | ISBN                   |
| -- | ---------------- | ---------------------- |
| 1  | 2 липня 2021     | ISBN 978-4-08-882710-0 |
| 2  | 4 серпня 2021    | ISBN 978-4-08-882734-6 |
| 3  | 4 листопада 2021 | ISBN 978-4-08-882793-3 |
| 4  | 4 січня 2022     | ISBN 978-4-08-883010-0 |
| 5  | 4 квітня 2022    | ISBN 978-4-08-883073-5 |
| 6  | 3 червня 2022    | ISBN 978-4-08-883184-8 |
| 7  | 4 серпня 2022    | ISBN 978-4-08-883198-5 |
| 8  | 4 листопада 2022 | ISBN 978-4-08-883291-3 |
| 9  | 4 січня 2023     | ISBN 978-4-08-883423-8 |
| 10 | 4 квітня 2023    | ISBN 978-4-08-883438-2 |
| 11 | 2 червня 2023    | ISBN 978-4-08-883561-7 |
| 12 | 4 вересня 2023   | ISBN 978-4-08-883635-5 |
| 13 | 2 листопада 2023 | ISBN 978-4-08-883693-5 |
| 14 | 2 лютого 2024    | ISBN 978-4-08-883823-6 |
| 15 | 4 квітня 2024    | ISBN 978-4-08-883883-0 |
| 16 | 4 липня 2024     | ISBN 978-4-08-884111-3 |
| 17 | 4 вересня 2024   | ISBN 978-4-08-884168-7 |

### Аніме
У березні 2023 року було анонсовано аніме-адаптацію. Виробництвом займатиметься студія CloverWorks. Перший сезон серіалу транслювався з 6 липня по 28 вересня 2024 року на Tokyo MX та інших мережах.
Другий сезон було анонсовано 6 жовтня 2024 року.
У Північній Америці серіал ліцензовано компанією Aniplex of America. Трансляція відбувається на Crunchyroll. Muse Communication ліцензували аніме у Південно-Східній Азії.

## Сприйняття
До травня 2022 року тираж манґи перевищив 1 мільйон копій; понад 1,5 мільйона копій до квітня 2023 року; і понад 2 мільйони копій у тиражі до березня 2024 року.
У червні 2021 року серіал був номінований на сьому премію Next Manga Award у категорії «Найкраща друкована манґа» та посів шосте місце з 50 номінантів. Серіал посів восьме місце у загальнонаціональному списку рекомендованих коміксів 2022 року за версією працівників книжкових магазинів. Разом із Frieren: Beyond Journey's End, Sūji de Asobo та Trillion Game, The Elusive Samurai виграв 69-ту премію Shogakukan Manga Award у 2024 році.
Ентоні Ґрамуглія з Comic Book Resources написав, що ця манґа стала однією з «найяскравіших новинок [Weekly] Shonen Jump», додавши, що «[вона] не лише напрочуд емоційна, але й напрочуд напружена, починається з усіх циліндрів на повному газу і ніколи не зупиняється».